# Runder Tisch Amateurfunk
Der Runde Tisch Amateurfunk (RTA) ist ein Zusammenschluss deutscher Amateurfunkvereinigungen. Er versteht sich als Koordinator der Lobbyarbeit für den Amateurfunk in der Politik. Der RTA wurde am 11. Juni 1994 auf Anregung des damaligen Bundespostministeriums gegründet, um einen einzigen Ansprechpartner zu haben, der Meinungsverschiedenheiten innerhalb der Amateurfunkverbände vorab ausdiskutieren sollte. Das heute zuständige Bundesministerium für Digitales und Verkehr mit der unterstellten Bundesnetzagentur arbeitet mit dem RTA zusammen. Auch wenn es zu einzelnen Punkten unterschiedliche Auffassungen gibt, wurde beispielsweise die Fassung der Amateurfunkverordnung vom 27. Mai 2024 in mehreren gemeinsamen Sitzungen miteinander abgestimmt. Der RTA bündelt die Lobbyarbeit und ist  gemäß Lobbyregistergesetz im Lobbyregister eingetragen.

## Mitgliedschaft
Nur Vereine und Verbände können Mitglied des RTA werden. Die Geschäftsordnung des RTA schreibt dabei vor, dass Vereinszweck dieser Vereine oder Verbände ausschließlich der Amateurfunk ist. Nicht zwingend vorgeschrieben ist dagegen, dass es sich dabei um eingetragene Vereine handeln muss. Auch die Größe des Vereins ist kein Kriterium für die Mitgliedschaft, insbesondere gibt es keine Mindestmitgliederzahl.
Über die Aufnahme in den RTA entscheiden die Vertreter der Mitgliedsverbände mit Mehrheit der anwesenden Verbände in einer Sitzung.
Derzeit sind 16 Vereine und Verbände Mitglied:
| Verband                                                                    | Abkürzung | Mitgliederzahl | Mitglied seit     |
| -------------------------------------------------------------------------- | --------- | -------------- | ----------------- |
| Adacom Fachverband für Amateur-Datenfunk e. V.                             | ADACOM    | 143            |                   |
| AMSAT Deutschland e. V.                                                    | AMSAT-DL  | 1.200          | Gründungsmitglied |
| Arbeitsgemeinschaft für Amateurfunkprüfung und -förderung Siegerland e. V. | AGAS      | nicht bekannt  | Gründungsmitglied |
| Arbeitsgemeinschaft Telegraphie e. V.                                      | AGCW      | 2.250          |                   |
| Bavarian Contest Club                                                      | BCC       | 331            | 2010              |
| Deutscher Amateur-Radio-Club e. V.                                         | DARC      | ca. 33.000     | Gründungsmitglied |
| Deutscher Amateur Sende- und Empfangsdienst e. V.                          | DASD      | nicht bekannt  | Gründungsmitglied |
| Flieger-Funk-Runde e. V.                                                   | FFR       | 200            |                   |
| Förderverein Amateurfunkmuseum e. V.                                       | AFM       | 600            | Gründungsmitglied |
| INTERMAR Amateur-Seefunk e. V.                                             | INTERMAR  | 400            | 2007              |
| Marcom Funkverband e. V.                                                   | Marcom    | nicht bekannt  | Gründungsmitglied |
| Nord><link e. V.                                                           |           | nicht bekannt  | 1999              |
| Rhein-Ruhr-DX-Association                                                  | RRDXA     | 352            | 2008              |
| Verband der Funkamateure in Telekommunikation und Post e. V.               | VFDB      | 3.500          | Gründungsmitglied |
| Vereinigung der Funkamateure der Ruhr-Universität                          | VdF       | nicht bekannt  | Gründungsmitglied |
| Vereinigung noch funkender Marinefunker e. V.                              | MF-Runde  | 400            |                   |

Ehemalige Mitglieder des RTA waren die „Relais-Arbeitsgruppe Hamburg e. V.“, die „Ampack Bayern e. V.“ der Verein „West <> Link“, die „Diplom Interessen Gruppe e. V.“ sowie die „Arbeitsgemeinschaft Amateurfunkfernsehen e.V.“, die sich aus verschiedenen Gründen aufgelöst oder den RTA verlassen haben.

## Struktur
Bei der Gründung galt es, einen Ausgleich zwischen den Interessen des mitgliederstärksten Verbandes, des DARC, und den Interessen der kleineren Verbände zu finden. Eine mögliche Allianz vieler Kleinverbände soll nicht schwerer wiegen als die über 40.000 Mitglieder des DARC, dieser soll aber das Gremium auch nicht vollständig dominieren.
Die Mitgliedsverbände entsenden je einen Vertreter (meist ein Vorstandsmitglied) in den RTA, der sich nach Bedarf zu Sitzungen trifft. Die Mitglieder wählen einen Vorsitzenden und einen Stellvertreter. Dabei wird der Vorsitzende mit der Mehrheit der von den Verbänden vertretenen Mitglieder und der Stellvertreter mit der Mehrheit der Verbände gewählt, um ein Gleichgewicht zwischen großen und kleinen Verbänden zu schaffen. Zwischen den RTA-Sitzungen nimmt der Vorsitzende die Aufgaben des RTA wahr. Er hat dazu laut Geschäftsordnung auch die Geschäftsführung des RTA zu leisten.
Sachentscheidungen werden mit der Mehrheit der von den Verbänden vertretenen Mitglieder getroffen. Um die vollständige Dominanz des DARC zu verhindern, sieht die Geschäftsordnung ein Minderheitenvotum vor. Bei Gesprächen mit Politik und Behörden hat ein Vertreter eines Minderheitenvotums das Recht teilzunehmen.
Der RTA vertritt mit seinen 16 Vertretern ca. 61.000 Personen.

## Kritik
Der Verein dient als Lobbyverband lediglich der gemeinsamen Lobbyarbeit der in ihm vertretenen Amateurfunkverbände gegenüber Politik und Behörden. Er ist nicht Ansprechpartner der einzelnen Funkamateure und gibt daher auch selbst keine Informationen über seine Arbeit oder Mitglieder an die Öffentlichkeit.
Es obliegt den einzelnen Mitgliedsverbänden, ihre Mitglieder über die Arbeit und die Ergebnisse des Verbandes zu informieren. Dies tut der DARC zum Beispiel regelmäßig in seinen Vorstandsinformationen, in denen aber nur teilweise der Schriftwechsel des RTA veröffentlicht wird.
Der Name „Runder Tisch Amateurfunk“ bildet nicht die Realität der Abstimmung und Ergebnisfindung im RTA ab, da ein neutraler Moderator nicht vorgesehen ist.
Dominierend und Bestimmend ist der DARC e. V., der auch (traditionsgemäß) den Vorsitz innehat und entsprechend handelt.
Doppelmitgliedschaften, in einem der RTA-Vereine und zugleich im DARC e. V., wurden in der o. g. Mitgliederzahl des RTA nicht berücksichtigt.